# モーツァルト・イン・ザ・ジャングル
『モーツァルト・イン・ザ・ジャングル』（Mozart in the Jungle）は、ロマン・コッポラ、ジェイソン・シュワルツマン、アレックス・ティンバーズ、ポール・ワイツが制作し、Amazonプライム・ビデオで配信されたアメリカ合衆国のコメディドラマテレビシリーズ 。
この物語は、オーボエ奏者のブレア・ティンダルが2005年に出版した回想録『Mozart in the Jungle: Sex, Drugs, and Classical Music』にインスピレーションを得て制作された。ティンダルはニューヨークでのキャリアを経て、ニューヨーク・フィルハーモニックや数多くのブロードウェイ・ショーのオーケストラなど、数々の有名な演奏団体と共演した経歴がある。

## キャスト

### 主な出演者
※括弧内は日本語吹替。
- ロドリゴ・デスーザ：ガエル・ガルシア・ベルナル（奥田隆仁）- ニューヨーク交響楽団の新指揮者。
- ヘイリー・ラトレッジ：ローラ・カーク（小島幸子） - オーボエ奏者
- シンシア・テイラー：サフロン・バロウズ（武田華）- チェロ奏者。
- グロリア・ウィンザー：バーナデット・ピーターズ（水落幸子）- 楽団長。
- トーマス・ペンブリッジ：マルコム・マクダウェル（秋元羊介）- 名誉指揮者。
- アレックス・メリウェザー：ピーター・ヴァック（奥村翔）- ダンサー。
- エリザベス・"リジー"・キャンベル：ハンナ・ダン（田野アサミ）- ヘイリーのルームメイト。

### レギュラー出演者
- ベティ・クラッグデール：デブラ・モンク（高尾まみ）- ベテランオーボエ奏者。
- ユニオン・ボブ：マーク・ブラム（堀越富三郎）- ピッコロ奏者。
- アナ・マリアノラ・アルネゼデル（藤田曜子） - ロドリゴの別居中の妻。
- シャロン：ジェニファー・キム（藤田曜子）- ロドリゴの助手。
- ウォーレン・ボイド：ジョエル・バーンスタイン（米山有佳子） - コンサートマスター。
- ディーディー：ジョン・ミラー（増山浩一）- パーカッショニスト。
- アディソン：レイモンド・リー（河合みのる）- アレックスのダンスパートナー兼ルームメイト。

### その他の出演者
- ニーナ・ロバートソン：グレッチェン・モル（森なな子）- 交響楽団の弁護士。
- ウィンスロー・エリオット：ウォーレス・ショーン（水野龍司）- ピアニスト。
- アンドリュー・ウォルシュ：ダーモット・マローニー（飛田展男）- チェロ奏者。
- ヘスビー・エニス：ブルース・デイヴィソン（時永ヨウ）- トーマスとグロリアの同僚
- ブラッドフォード・シャープ：ジェイソン・シュワルツマン（時永ヨウ） - ポッドキャスト「B-Sharpe」のホスト。
- アレッサンドラ：モニカ・ベルッチ（永木貴依子）- ソプラノ歌手。（歌唱パートの吹替はアナ・マリア・マルティネス）
- モーツァルト：サンティノ・フォンタナ（中村章吾）- ロドリゴの超自我。
- フクモト社長：マシ・オカ（中村章吾）
- サダコ：原田美枝子（原田美枝子）
- ダイスケ・ウエノ：加瀬亮
- ユキ・ナカムラ：藤谷文子

#### 日本語吹替版スタッフ
制作：ブロードメディア・スタジオ、翻訳:岡田まゆみ 三井亜佐子 子安典子、演出：神尾千春